# 自由民主人民黨
自由民主人民黨（荷蘭語：Volkspartij voor Vrijheid en Democratie，缩写为VVD）是荷蘭的一个保守自由主義政黨。

## 意識形態
自民黨是以自由主義思想為基礎，傳統上是最支持自由市場的荷蘭政黨，致力於促進政治與財政保守主義、古典自由主義，在理論上也支持福利國家的概念。
自民黨支持私營企業，與相似的中間派社會自由主義政黨民主66相比更偏向經濟自由主義的政黨。

## 歷史
自由民主人民党（VVD）创立于1948年，是由［自由联盟 Liberal Union，后过度为［国家自由党 Interbellum Liberal State Party] 后期合并为［自由党 Liberal Party］ 演变而来。Comité-Oud，以Pieter-Oud 为首的，一群工党（PvdA）自由派成员加入。这些工党内部的自由派主要是由战前社会自由主义思想的自由民主联盟（VDB）组成，他们参加了在战后Doorbraak（突破）运动。他们不满于工党的社会民主主义倾向。
1971年以後，該黨更為平民化，雖然保守自由主義仍是核心要素及黨中央的方針。從此開始，自民黨更加懷疑目前的福利國家制度，主張改革福利國家制度、降低稅收以促進經濟成長。因此，該黨支持以新保守主義改革福利國家，立場與基民黨相似。通常外國政治評論家認為自民黨是傾向自由市場的政黨，而立場是中間偏左的民主66是多元主義政黨，但與基民黨對立。2006年的黨魁選舉被視為是右翼自由派與保守派間的衝突。 呂特最後以52%的得票率擊敗46%的維爾東克。
2007年第四屆巴爾克嫩德內閣組成後，自民黨成為第二大反對黨。
2010年荷蘭大選，自民黨拿下下議院150席中的31席，躍升為第一大黨。自民黨與基督教民主呼籲組成執政聯盟，並獲右翼的自由黨支持下組建少數派聯合政府。馬克·呂特就任荷蘭首相，他亦成為荷蘭92年首位自由派首相（過去65年首相職位總由工黨或基督教民主黨把持）。
2012年初，原支持呂特內閣的自由黨拒絕支持聯合政府提出的財政緊縮措施，導致聯合政府內閣垮台。由於自由黨撤回支持，呂特被迫提前大選。2012年荷蘭大選，自民黨擴大優勢，其後與工黨組成兩黨執政聯盟的大聯合政府。

## 外部連結
- 官方網站 （页面存档备份，存于）